# Miyoshi Hirochika
Hirochika Miyoshi (sinh ngày 17 tháng 5 năm 1987) là một cầu thủ bóng đá người Nhật Bản.

## Sự nghiệp câu lạc bộ
Hirochika Miyoshi đã từng chơi cho Blaublitz Akita và Fujieda MYFC.